# Фуэнлабрада (баскетбольный клуб)
«Фуэнлабрада» (исп. Club Baloncesto Fuenlabrada) — испанский профессиональный баскетбольный клуб из города Фуэнлабрада (провинция Мадрид), выступающий в высшем дивизионе испанского чемпионата — Лиге Эндеса.

## История
Баскетбольный клуб «Фуэнлабрада» был основан в 1981 году. Долгое время выступал в низших лигах испанского чемпионата. В 1992 году был слит с клубом «Торрехон» и получил место в Премере B.
После двух сезонов в Премере B и ещё двух — в лиге EBA, в 1996 году квалифицировался в ACB лигу. Однако в первом же сезоне занял последнее место и вылетел обратно в низшую лигу, сменившую название на LBE. В сезоне 1997/98 занял второе место и снова поднялся в высший испанский дивизион. С 1998 года непрерывно выступает в лиге ACB за исключением одного сезона — 2004/05, в течение которого снова выступал в LEB.
Является крепким середняком, несколько раз представлял Испанию на второстепенных европейских турнирах (Кубок Корача, Кубок УЛЕБ).

## Главные тренеры
- 1995—1997 — Оскар Кинтана
- 1995—1996 — Мартин Фариньяс
- 1996—1997 — Андреу Касадеваль
- 1997—2004 — Оскар Кинтана
- 2004—2008 — Луис Касимиро
- 2008—2009 — Луис Гуиль
- 2009 — Чус Матео
- 2009—2011 — Сальва Мальдонадо
- 2011—2012 — Порфирио Фисак
- 2012—2013 — Трифон Поч
- 2013—2014 — Чус Матео
- 2015 — Уго Лопес
- 2015 — Жесус Сала
- 2015 — Жан Табак
- 2015—2017 — Хота Куспинера
- 2017—2018 — Нестор Гарсия
- 2018 — Агусти Жульбе
- 2018—2019 — Нестор Гарсия
- 2019—н.в. — Хота Куспинера